# Anticyklóna

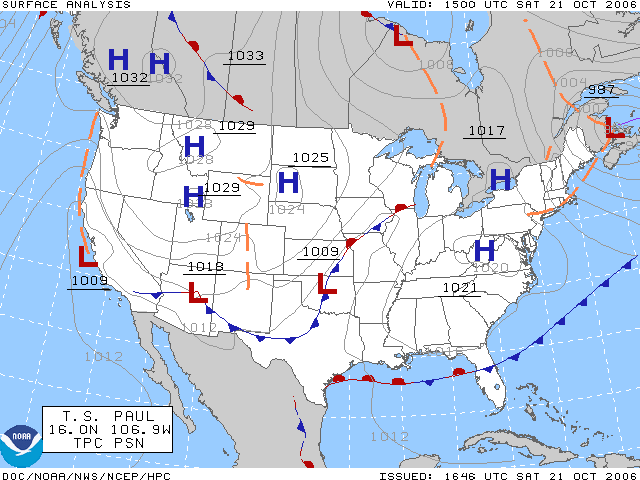
Přízemní synoptická mapa zachycující rozložení tlakových útvarů nad územím Spojených států dne 21. října 2006 15:00 UTC

Anticyklóna neboli tlaková výše je v meteorologii oblast vyššího tlaku vzduchu v atmosféře, charakterizovaná na synoptické mapě alespoň jednou uzavřenou izobarou. Pro anticyklónu jsou charakteristické anticyklonální vorticita a anticyklonální cirkulace.
„Nahromaděný“ vzduch svou vahou klesá k zemskému povrchu, kde se rozbíhá do všech stran. Vlivem Coriolisovy síly se na severní polokouli vzduch proudící z anticyklóny stáčí ve směru hodinových ručiček; na jižní polokouli proti směru hodinových ručiček. Anticyklóna je základním tlakovým útvarem.
Pro středoevropské podnebí platí, že v letním období je v oblasti anticyklóny zpravidla minimální až nulová oblačnost, žádné srážky a nanejvýš slabý vítr (toto bývá někdy charakterizováno termínem anticyklonální počasí). Vysoký tlak však neznamená hezké počasí vždy – v zimním období může být situace dvojí. Buď jasné a mrazivé počasí beze srážek (když klesá suchý vzduch) nebo inverzní oblačnost v nižších výškách, někdy doprovázená srážkami (když klesá vlhký vzduch).
Na meteorologických mapách bývá anticyklóna označována písmeny V (česky tlaková výše) nebo H (anglicky high pressure).
Kromě krátkodobých anticyklón se na Zemi vyskytuje řada anticyklón sezónního či permanentního charakteru. Ze sezónních anticyklón vynikají kontinentální anticyklóny sibiřská a kanadská, vytvářející se v zimním období nad promrzlými částmi Asie (střed nad Mongolskem) a severní Ameriky (střed v oblasti mezi Skalnatými horami a Velkými kanadskými jezery). Ze stálých anticyklón pak anticyklóna antarktická či pro vývoj počasí v Evropě významná anticyklóna azorská.
Termín zavedl britský přírodovědec Francis Galton v roce 1863.

## Galerie

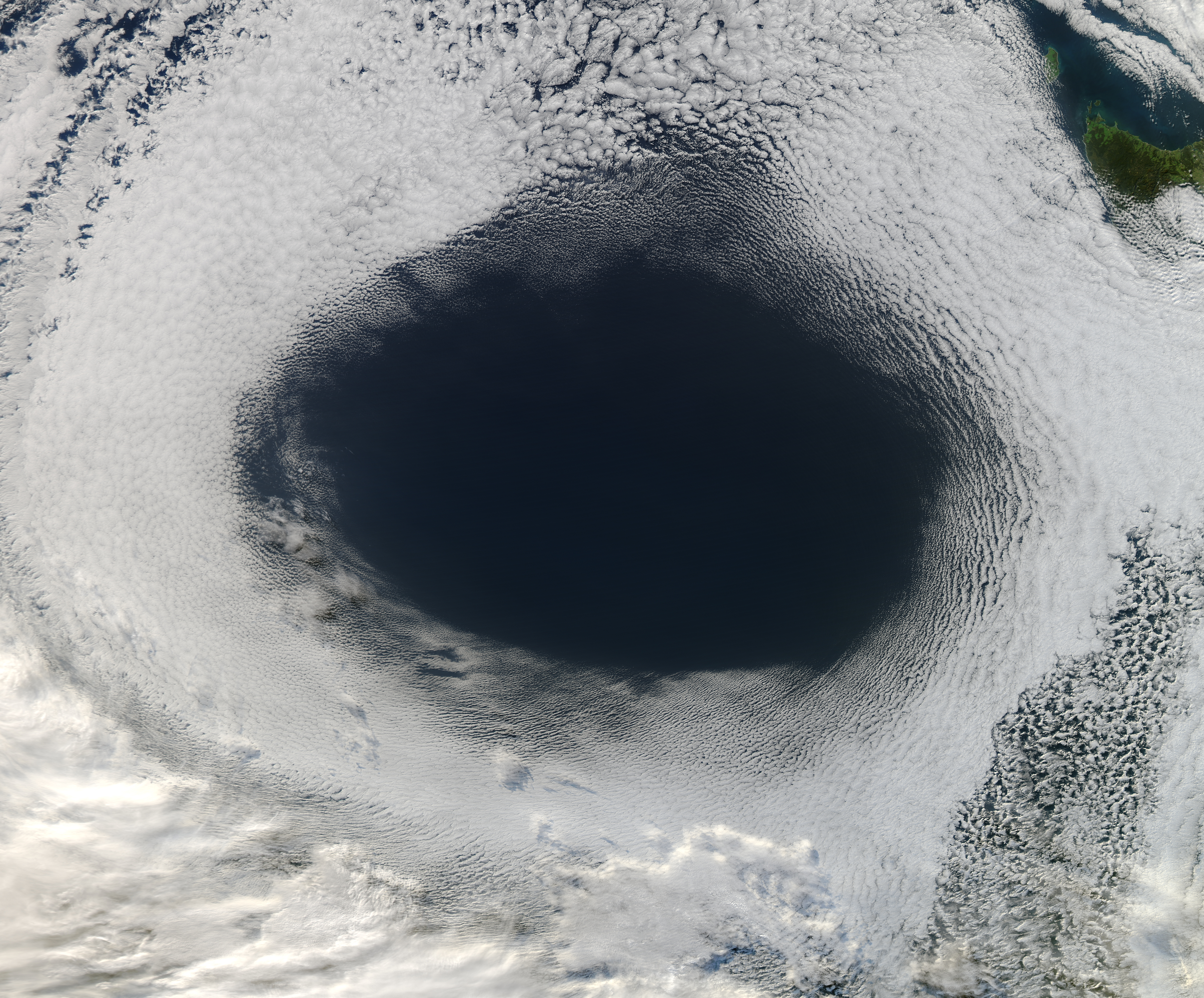
Oblast anticyklóny jihozápadně od Tasmánie (vpravo nahoře) pohledem z družice Aqua (EOS PM-1) dne 5. června 2012 05:00 UTC.
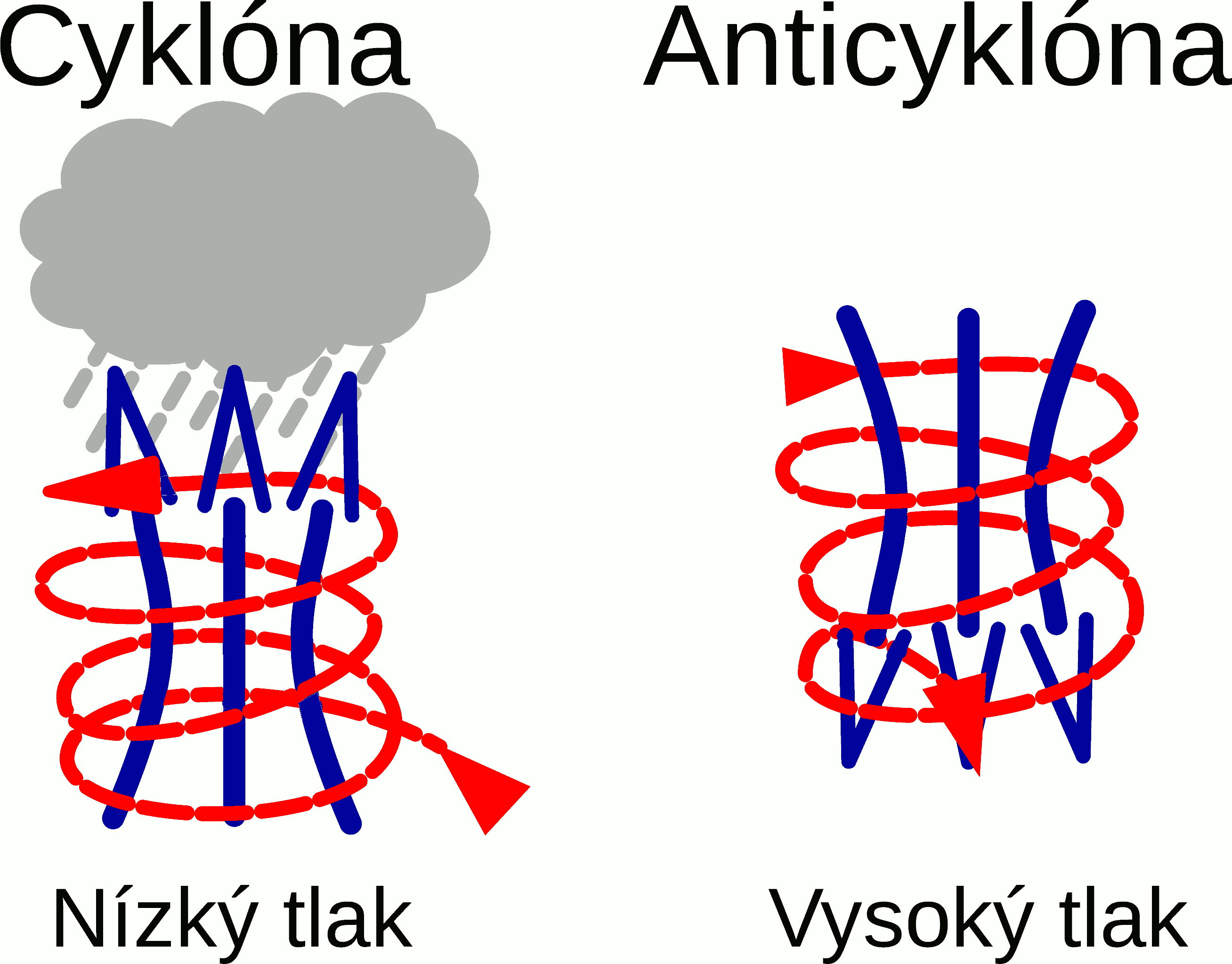
Cyklóna a anticyklóna
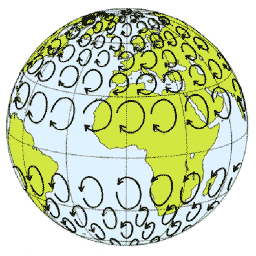
Působení Coriolisovy síly